# Robert Ohlsson (sångare)
Gustaf Robert Ohlsson, född 26 april 1841 i Täby socken i Stockholms län, död 13 december 1888, var en svensk operasångare.
Ohlsson var engagerad hos Lars Erik Elfforss 1856–58, blev elev vid Kungliga Operan i Stockholm 1859 och var engagerad där från 1861. Bland han roller märks Monostatos i Trollflöjten, Cajus i Muntra fruarna, Frédéric i Mignon, Figaro, Beckmesser i Mästersångarna i Nürnberg, Miton i Kungen har sagt det och Thibaut i Villars dragoner. Han invaldes som associé av Kungliga Musikaliska Akademien 1884.

## Teater

### Roller (urval)
| År   | Roll      | Produktion                   | Regi | Teater                      |
| ---- | --------- | ---------------------------- | ---- | --------------------------- |
| 1868 | En soldat | Lejonet vaknar Frans Hedberg |      | Kungliga Dramatiska Teatern |